# Alphabet cyrillique
L'alphabet cyrillique est un alphabet permettant l'écriture de nombreuses langues d'Europe de l'Est et d'Asie centrale, principalement dans l'ex-URSS. Il est créé vers la fin du IXe siècle dans l'Empire bulgare, dans l'actuelle Bulgarie ou dans l'actuelle Macédoine du Nord, par des disciples du frère Cyrille ou peut-être Clément d'Ohrid (premier évêque de l'Église orthodoxe bulgare), à partir de l'alphabet grec dans sa graphie onciale et de l'alphabet glagolitique.
La valeur phonétique des lettres empruntées correspond, mutatis mutandis, à celle qu’elles avaient dans le grec de l’époque. Par exemple, le Β bêta (prononcé [b] en grec classique, mais [v] en grec médiéval et moderne) est devenu le В (v) cyrillique ; il a donc fallu créer une lettre de façon à obtenir un graphème pour le phonème [b], en l’occurrence une modification du ve, soit Б.
Depuis l’entrée de la Bulgarie dans l’Union européenne le 1er janvier 2007, le cyrillique en est devenu le troisième alphabet officiel après le latin et le grec.

## Usages de l'alphabet cyrillique
| - Pays où il est utilisé en tant qu'écriture principale - Pays où il est utilisé avec une autre écriture officielle - Pays où il n'a pas de statut officiel - Pays où il a été officiellement remplacé |

Distribution de l'alphabet cyrillique :

L'alphabet cyrillique est principalement utilisé pour écrire plusieurs langues slaves et, plus spécifiquement, celles des peuples slaves orthodoxes, tandis que les peuples slaves catholiques (Polonais, Tchèques, Slovaques, Slovènes, Croates, etc.) et musulmans (Bosniaques, Gorans) utilisent l'alphabet latin :
- biélorusse
- bulgare
- macédonien (voir Alphabet macédonien)
- ruthène (langue ancienne éteinte et langue rusyne contemporaine)
- russe (voir Alphabet russe)
- serbe (voir Alphabet cyrillique serbe, les Serbes utilisent aussi l'alphabet latin serbe)
- ukrainien (voir Alphabet ukrainien)
- vieux russe, langue éteinte
- vieux-slave, langue éteinte.

Il sert également à écrire de nombreuses langues non slaves ou non indo-européennes parlées sur le territoire de la Russie, comme l'oudmourte, le khanty, le nénètse ou l'ossète, ainsi que le mongol ou même le doungane, un dialecte du mandarin. Pour ces langues, il est souvent complété par des signes diacritiques ou des caractères spéciaux, destinés à noter des phonèmes qui n'existent pas en russe. L'alphabet cyrillique est également utilisé pour écrire des langues turcophones d'anciens pays de l'URSS, comme le kazakh au Kazakhstan ou l'ouzbek en Ouzbékistan.
Jusqu'en 1857, une variété d'alphabet cyrillique a également servi à transcrire le roumain ; son emploi a perduré ponctuellement jusqu'en 1918 en Bessarabie. En outre, de 1940 à 1989 (et jusqu'à nos jours en Transnistrie) les pouvoirs soviétique et post-soviétique ont imposé, pour le roumain parlé en URSS (sous le nom de « moldave »), l'usage de l'alphabet cyrillique russe moderne (légèrement adapté), translittéré en lettres latines en Moldavie.
Dans cet article, ne seront traités que les aspects de l'alphabet cyrillique servant à écrire le russe. En effet, dans les autres langues l'utilisant, les lettres peuvent avoir une tout autre valeur. Par exemple, en bulgare ъ (dit ер голям (èr goliam)) se prononce comme le ă roumain et le щ se prononce cht.

## Origine

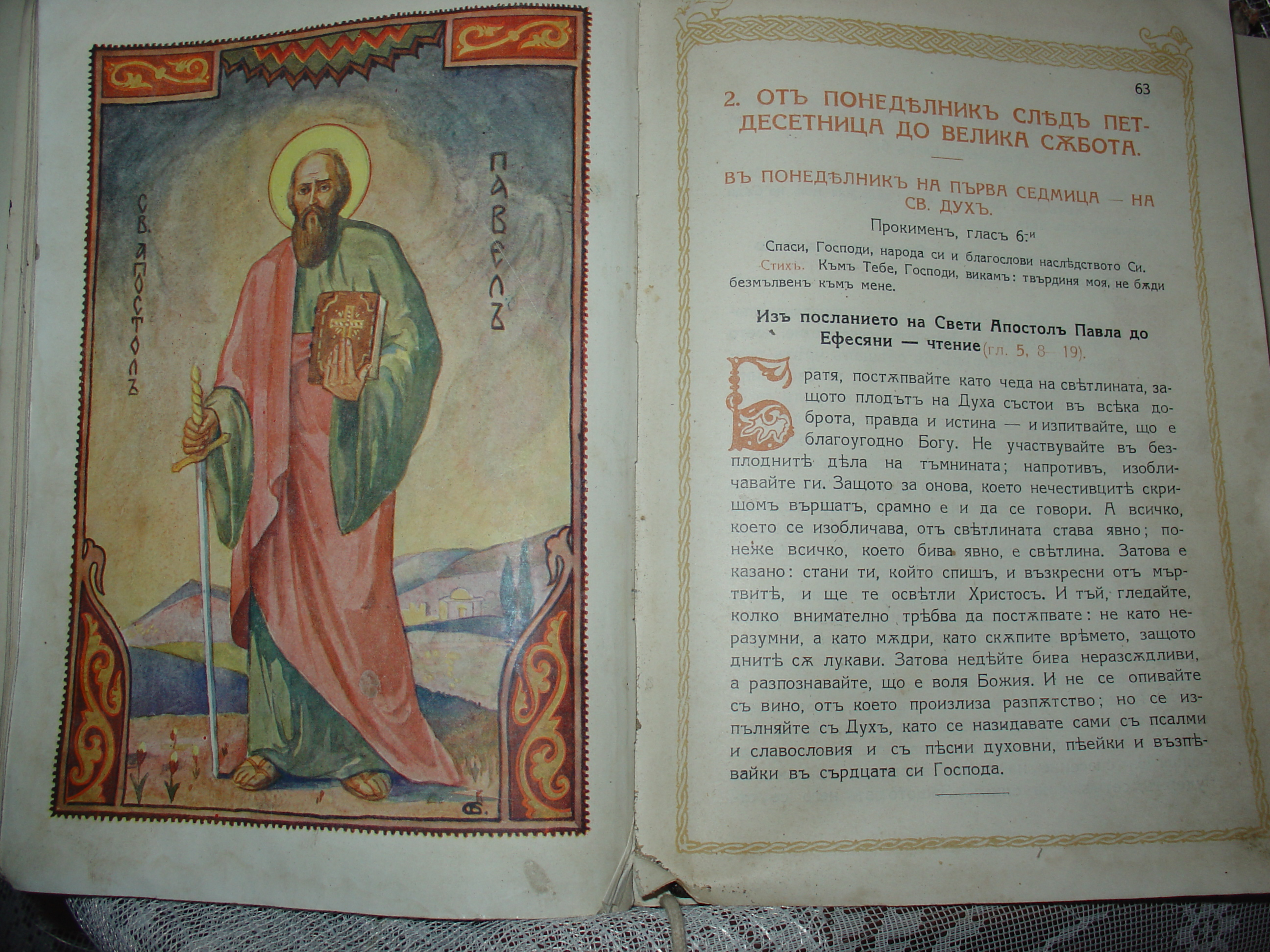
Bible présentée dans l'église du village de Koumanovo (Bulgarie).

Constantin Cyrille, dit le Philosophe, a créé l'alphabet et les premières traductions en vieux-slave, d'où son nom. C'est un fait incontestable, mais une des questions est restée sans réponse univoque encore actuellement, et porte sur la création au cours d'une période relativement brève de deux alphabets slaves, à savoir l'alphabet cyrillique et l'alphabet glagolitique. Les avis ne s'accordent pas tous pour affirmer lequel des deux a été créé par Constantin Cyrille.
Selon l'hypothèse la plus répandue sur la création des deux alphabets, le cyrillique ferait son apparition, chronologiquement, après le glagolitique. D'un point de vue acoustique et graphique, le cyrillique est issu de l'onciale grecque. Ce serait Clément d'Ohrid, un des disciples de Constantin (Cyrille), qui l'aurait créé, lui donnant le nom de son professeur. La plupart des scientifiques attribuent l'alphabet glagolitique à Constantin (Cyrille). Il correspond à la composition phonétique de l'ancien slave et possède une graphie originale ; certains chercheurs indiquent que le dessin des lettres suit les règles de la section dorée (les rapports du petit et du grand côté à l'ensemble sont identiques). Si, entre l'alphabet glagolitique et l'alphabet cyrillique, il existe une certaine continuité, ils n'en comportent pas moins des différences significatives. L'alphabet cyrillique remplace rapidement l'alphabet glagolitique, d'abord en Bulgarie orientale, notamment dans la capitale de l'époque, Preslav. À l’école d'Ohrid, l'alphabet glagolitique est plus largement répandu et employé plus longtemps. Dans quelques monastères au bord de la mer Adriatique, en Croatie, le glagolitique a été utilisé en cryptographie jusqu'au XIXe siècle.
Selon la seconde hypothèse, Constantin (Cyrille) serait l'auteur des deux alphabets, ce qui signifierait qu'il aurait traduit les principaux livres liturgiques deux fois. En 855, il aurait créé l'alphabet cyrillique dérivé de l'écriture grecque en l'adaptant au langage slave, pour traduire ensuite les livres liturgiques pour les besoins des slaves de la région du fleuve de Brégalnica (Macédoine du nord-ouest). Plus tard, en 862-863, il aurait créé l'alphabet glagolitique, recopiant les livres déjà traduits afin de donner à sa mission en Grande-Moravie une expression chrétienne universelle.
De nos jours, l'alphabet cyrillique est employé non seulement par les Bulgares, mais également par les Serbes, les Monténégrins, les Macédoniens, les Russes, les Ukrainiens, les Biélorusses aussi bien que par beaucoup d'autres peuples non-slaves de l'ex-URSS, ainsi que par les Mongols : environ deux cents millions de personnes en tout.
L'œuvre de Cyrille et Méthode a été continuée par leurs disciples Clément, Naum, Angelar, Gorazd et Sava qui, à leur arrivée en Bulgarie, ont reçu le soutien du roi de Bulgarie Boris Ier.
Chacun des cinq étudiants a sa propre fête religieuse. Le 14 février on célèbre les deux saints, Cyrille et Méthode. Saints Cyrille et Méthode ont été proclamés copatrons de l'Europe en décembre 1980 par saint Jean-Paul II.
Les ecclésiastiques vivant surtout dans la région de l'Adriatique du nord ont continué à utiliser l'écriture glagolitique jusqu'à la fin du XVIIe siècle, après quoi elle n'a été maintenue que dans la liturgie ; le dernier document en glagolitique date de la fin du XIXe siècle.
L'alphabet cyrillique doit, plus ou moins directement, plusieurs de ses caractéristiques innovantes par rapport au modèle grec, voire certaines de ses lettres, au glagolitique.
Dans la religion orthodoxe, le 24 mai, jour de l’alphabet slave et des Saints-Frères Cyrille et Méthode, est une fête qui n'a que peu d'analogues : jour de l'écriture, de l'éducation et de la culture. C'est la fête de l'éveil spirituel, de l'aspiration au perfectionnement à travers la science et la culture. Les lettres créées par Cyrille et Méthode, leurs traductions des livres liturgiques en vieux-slave, la défense du droit de chaque peuple à glorifier Dieu dans sa propre langue, ont une importance historique pour tous les peuples slaves. Leur œuvre est humanitaire et démocratique, commune à tous les Slaves et au service de la grande idée humaine d'égalité de tous dans le domaine spirituel.

## Lettres

### Alphabet originel
Ce tableau présente :
- les éventuelles variantes d'une lettre indiquées entre parenthèses sont utilisés dans les cas où l'informatique ne permet pas un rendu fidèle
- les valeurs numériques des lettres cyrilliques diffèrent de celles de leurs équivalents glagolitiques
- la prononciation est donnée selon l'alphabet phonétique international ; les valeurs entre parenthèses sont des notations utilisées par les slavistes
- le nom est indiqué en transcription latine, puis entre parenthèses en vieux slave et en slavon d'église.

| Lettre         | Écriture                                            | Valeur numérique | Prononciation | Nom                                                                                             | Remarques |
| -------------- | --------------------------------------------------- | ---------------- | ------------- | ----------------------------------------------------------------------------------------------- | --- |
| А, а           | La lettre "А".                                      | 1                | /a/           | azʺ, ază (азъ)                                                                                  | La forme de la lettre a évolué tardivement vers celle du a latin. Comme cette dernière, elle vient du α (alpha) grec. |
| Б, б           | La lettre "Б".                                      |                  | /b/           | buky, bukŷ, buki (букы, буки)                                                                   | Son tracé est une déformation de la lettre В. Il se prononce comme le B français. |
| В, в           | La lettre "В".                                      | 2                | /v/           | vědě, vědi (вѣдѣ, вѣди)                                                                         | Cette lettre provient du β (bêta) grec majuscule (Β). |
| Г, г           | La lettre "Г".                                      | 3                | /ɡ/           | glagoli (глаголи)                                                                               | Cette lettre provient du γ (gamma) grec majuscule (Γ). |
| Д, д           | La lettre "Д".                                      | 4                | /d/           | dobro (добро)                                                                                   | Cette lettre provient du δ (delta) grec majuscule (Δ). |
| Є, є (Е, е)    | La lettre "Є".                                      | 5                | /ɛ/           | jestʺ, jestă, est' (ѥстъ, есть)                                                                 | Cette lettre provient du ε (epsilon) grec. Elle peut être prononcée mouillée. |
| Ж, ж           | La lettre "Ж".                                      |                  | /ʒ/           | živěte (живѣте)                                                                                 | |
| Ѕ, ѕ, Ꙃ, ꙃ     | La lettre "Ѕ".                                      | 6                | /d͡z/          | sělo (ѕѣло, ѕѣлѡ)                                                                               | Variante de la suivante. |
| З, з, Ꙁ, ꙁ     | La lettre "З".                                      | 7                | /z/           | zemlja (земля)                                                                                  | Vient du grec ζ (zêta). |
| И, и           | La lettre "И".                                      | 8                | /i/           | iže (иже)                                                                                       | Nommée également « i–huitaine », cette lettre provient du η (êta) grec majuscule (Η) que les Grecs prononcent "i" aujourd'hui mais qui autrefois se disait è.                                                                             |
| І, і, Ї, ї     | La lettre "І".                                      | 10               | /i/           | i ou ižei (и, ижеи)                                                                             | Nommé « i–dizaine ». Vient aussi du grec η. |
| К, к           | La lettre "К".                                      | 20               | /k/           | kako (како, какѡ)                                                                               | Vient du grec κ (kappa), prononcé comme le k français. |
| Л, л           | La lettre "Л".                                      | 30               | /l/           | ljudije, ljudi (людиѥ, люди)                                                                    | Cette lettre provient du λ (lambda) grec majuscule (Λ). |
| М, м           | La lettre "М".                                      | 40               | /m/           | myslite, mŷslite, myslěte, mŷslěte (мыслите, мыслѣте)                                           | Vient du grec μ (mu ; majuscule Μ), se prononce comme un M français. |
| Н, н           | La lettre "Н".                                      | 50               | /n/           | naš', naš", našă (нашь, нашъ)                                                                   | Originellement la barre était penchée vers la droite (comme dans N), d'où sa prononciation : [n]. |
| О, о           | La lettre "О".                                      | 70               | /o/           | on", onă (онъ)                                                                                  | Le tracé de cette lettre peut s'approcher d'un losange. Elle vient du grec ο (omicron), mais a plus évolué vers la prononciation de la lettre ω (oméga), comme un o ouvert (exemple : or).                                                |
| П, п           |                                                     | 80               | /p/           | pokoi, pokoj (покои, покой)                                                                     | Cette lettre provient du π (pi) grec majuscule (Π). |
| Р, р           |                                                     | 100              | /r/           | r'ci, r'cy, r'cŷ (рьци, рцы)                                                                    | Cette lettre provient du ρ (rhô) grec majuscule (Ρ). Elle se prononce cependant mouillée dans les langues slaves. |
| С, с           |                                                     | 200              | /s/           | slovo (слово)                                                                                   | Provient du sigma lunaire (ϲ). |
| Т, т           |                                                     | 300              | /t/           | tvr'do, tverdo (тврьдо, твердо)                                                                 | Vient du τ (tau) grec. |
| Ѹ, ѹ, У, у     |                                                     | (400)            | /u/           | uk", ukă (укъ)                                                                                  | Cette lettre provient du digraphe o + u. Elle se prononce ou. |
| Ф, ф           |                                                     | 500              | /f/           | fr"t", frătă, fert", fertă (фрътъ, фертъ)                                                       | Cette lettre provient du φ (phi) grec majuscule (Φ). |
| Х, х           |                                                     | 600              | /x/           | chěr", hěr", hěră (хѣръ)                                                                        | Cette lettre provient du χ (khi) grec majuscule (Χ). |
| Ѡ, ѡ           | La lettre "Ѡ".                                      | 800              | /oː/          | o (о)                                                                                           | Cette lettre fut tardivement nommée « Oméga » (Омега). Il existe la ligature Ѿ, ѿ ot. |
| Ц, ц           |                                                     | 900              | /t͡s/          | ci, cy, cŷ (ци, цы)                                                                             | Cette lettre provient du ץ hébreu final. |
| Ч, ч           |                                                     | 90               | /t͡ʃ/          | čr'v', červ' (чрьвь, червь)                                                                     | Cette lettre provient du צ hébreu. |
| Ш, ш           |                                                     |                  | /ʃ/           | ša (ша)                                                                                         | Cette lettre provient du ש (shin) hébreu. |
| Щ, щ           |                                                     |                  | /ʃt/          | šta, šča (ща)                                                                                   | À l'origine, la barre inférieure était au centre, formé d’un ш (ša) superposé au т (tverdo). Prononciation variable en slavon d'église. En russe, on le prononce chtch.                                                                   |
| Ъ, ъ           |                                                     |                  | /u̯/           | jer", jeră, er", eră (ѥръ, еръ)                                                                 | jer ou yer ; actuel signe dur très rare en russe contemporain, courant en bulgare où il a valeur d'une voyelle (notée â), disparu des autres alphabets cyrilliques.                                                                       |
| Ы, ы           |                                                     |                  | /ɨ/           | jery, jerŷ, ery, erŷ (ѥры, еры)                                                                 | ligature cyrillique de ъ et і ; on le transcrit habituellement avec un y, en russe contemporain. |
| Ь, ь           |                                                     |                  | /i̯/           | jer', er' (ѥрь, ерь)                                                                            | Actuel signe mou marquant la palatalisation. |
| Ѣ, ѣ           |                                                     |                  | /æː/, /ieː/   | īat', jat' (іать ou ять)                                                                        | jat' ou yat'. Cette lettre a disparu de tous les alphabets cyrilliques contemporains. Elle fut supprimée du russe en 1918, et du bulgare en 1945.                                                                                         |
| Ю, ю           |                                                     |                  | /ju/          | ju (ю)                                                                                          | Cette lettre provient de l'ancienne ligature іоу (iou). |
| Ꙗ, ꙗ, (ІА, ıa) |                                                     |                  | /ja/          | a yodisé (А йотированное, A jotirovannoe)                                                       | En slavon d'église, cette lettre était confondue avec la lettre Ѧ, absente du cyrillique. |
| Ѥ, ѥ           |                                                     |                  | /jɛ/          | é yodisé (Е йотированное, e jotirovannoe)                                                       | Après une voyelle ou л, н, р, on le prononce yè. |
| Ѧ, ѧ, Я, я     |                                                     | (900)            | /ɛ̃/           | petit ious (юс малый, jus malyj, jus malŷj)                                                     | Prononcé ya. |
| Ѫ, ѫ           |                                                     |                  | /õ/           | grand ious (юс большой, jus bol'šoj)                                                            | |
| Ѩ, ѩ           |                                                     |                  | /jɛ̃/          | юс малый йотированный, jus malyj jotirovannyj, jus malŷj jotirovannŷj                           | |
| Ѭ, ѭ           |                                                     |                  | /jõ/          | grand ious yodisé (юс большой йотированный, jus bol'šoj jotirovannyj, jus bol'šoj jotirovannŷj) | |
| Ѯ, ѯ           |                                                     | 60               | /ks/          | ksi (кси)                                                                                       | Cette lettre provient du ξ grec. |
| Ѱ, ѱ           | La lettre "Ѱ" issu du grec.                         | 700              | /ps/          | psi (пси)                                                                                       | Cette lettre provient du ψ (psi) grec. |
| Ѳ, ѳ           | La lettre "Ѳ" utilisé pour passer du grec au russe. | 9                | /f/           | fita (фита)                                                                                     | Cette lettre provient du θ (thêta) grec. Elle se prononçait toutefois comme un f, et n'était utilisée que pour la traduction du th grec. Par exemple, le prénom d'origine grecque Théodore était écrit Ѳёдор, qui se dit Fiodor en russe. |
| Ѵ, ѵ           | La lettre "Ѵ" supprimée du russe en 1918.           | 400              |               | ižica (ижица)                                                                                   | Cette lettre fut supprimée du russe en 1918. Elle provient du υ (upsilon) grec. Elle se prononçait i. |

### Alphabets contemporains

#### Alphabet cyrillique contemporain russe
L'alphabet cyrillique utilisé pour le russe compte 33 lettres depuis 1917. Avant cette date, l'alphabet dit « prérévolutionnaire » en comprenait quatre de plus. Celles-ci sont repérées dans le tableau par un fond grisé.
Cette écriture étant bicamérale, chaque lettre connaît deux variantes, capitale et minuscule. Le tableau suivant détaille l'alphabet actuel ; il se lit comme suit :
- capitale et minuscule
- nom de la lettre en français selon Unicode[6]. Les noms en anglais sont souvent utilisé de manière internationale et sont encore souvent utilisés.
- translittération : ce tableau suit la norme ISO 9 de 1995 (il existe d'autres systèmes fréquemment utilisés, voir l'article sur la translittération des caractères cyrilliques russes)
- prononciation phonétique selon l'API
- prononciation imagée, orthographiée selon les usages français.

| Capitale | Minuscule | Minuscule italique | Nom                    | Translittération | Prononciation (API) | Prononciation (français) |
| -------- | --------- | ------------------ | ---------------------- | ---------------- | ------------------- | ------------------------ |
| А        | а         | а                  | a                      | a                | [a]                 | a                        |
| Б        | б         | б                  | bé                     | b                | [b]                 | b                        |
| В        | в         | в                  | vé                     | v                | [v]                 | v                        |
| Г        | г         | г                  | gué                    | g                | [g]                 | g dur                    |
| Д        | д         | д                  | dé                     | d                | [d]                 | d                        |
| Е        | е         | е                  | ié                     | ié               | [ʲe]                | ié                       |
| Ё        | ё         | ё                  | io                     | io               | [ʲo]                | io                       |
| Ж        | ж         | ж                  | jé                     | j                | [ʐ]                 | j                        |
| З        | з         | з                  | zé                     | z                | [z]                 | z                        |
| И        | и         | и                  | i                      | i                | [i]                 | i                        |
| Й        | й         | й                  | i bref                 | ï                | [j]                 | ï                        |
| І        | і         | і                  | i biélorusse-ukrainien | ì                | [i]                 | i                        |
| К        | к         | к                  | ka                     | k                | [k]                 | k                        |
| Л        | л         | л                  | elle                   | l                | [ɫ]                 | l                        |
| М        | м         | м                  | emme                   | m                | [m]                 | m                        |
| Н        | н         | н                  | enne                   | n                | [n]                 | n                        |
| О        | о         | о                  | o                      | o                | [o]                 | o                        |
| П        | п         | п                  | pé                     | p                | [p]                 | p                        |
| Р        | р         | р                  | erre                   | r                | [r]                 | r roulé                  |
| С        | с         | с                  | esse                   | s                | [s]                 | s dur                    |
| Т        | т         | т                  | té                     | t                | [t]                 | t                        |
| У        | у         | у                  | ou                     | ou               | [u]                 | ou                       |
| Ф        | ф         | ф                  | effe                   | f                | [f]                 | f                        |
| Х        | х         | х                  | kha                    | kh               | [x]                 | rh                       |
| Ц        | ц         | ц                  | tsé                    | ts               | [t͡s]                | ts                       |
| Ч        | ч         | ч                  | tché                   | tch              | [t͡ɕ]                | tch                      |
| Ш        | ш         | ш                  | cha                    | ch               | [ʂ]                 | ch                       |
| Щ        | щ         | щ                  | chtcha                 | chtch            | [ɕ:]                | chtch                    |
| Ъ        | ъ         | ъ                  | signe dur              | "                | − (vélarisation)    | muet                     |
| Ы        | ы         | ы                  | yérou                  | y                | [ɨ]                 | i tendu                  |
| Ь        | ь         | ь                  | signe mou              | ’                | + (palatalisation)  | y (mouillure)            |
| Ѣ        | ѣ         | ѣ                  | iat'                   | ě                | [ʲɛ]                | iè                       |
| Э        | э         | э                  | é                      | è                | [ɛ]                 | è                        |
| Ю        | ю         | ю                  | iou                    | you              | [ʲu]                | iou                      |
| Я        | я         | я                  | ia                     | ia               | [ʲa]                | ia                       |
| Ѳ        | ѳ         | ѳ                  | fita                   | ḟ                | [f] ~ [fʲ]          | ḟ                        |
| Ѵ        | ѵ         | ѵ                  | ijitsa                 | ẏ                | [i]                 | i                        |

#### Alphabet cyrillique contemporain bulgare
Le système bulgare officiel de translittération a été conçu en 1995 pour la Commission bulgare pour les toponymes antarctiques, et entériné par la Loi bulgare sur la translittération de 2009.

#### Autres langues
Pour une description des alphabets actuels issus du cyrillique, voir Position des lettres du cyrillique dans les alphabets (ru).
L'alphabet cyrillique se retrouve ainsi sous des déclinaisons plus ou moins anciennes : l'alphabet roumain remontant vraisemblablement au Moyen Âge, et l'alphabet cyrillique serbe inventé à partir du russe au XIXe siècle, lui-même tiré de l'alphabet bulgare.

### Graphie manuscrite et cursive
La graphie manuscrite cursive des lettres cyrilliques diffère autant de la graphie imprimée que nos lettres latines. De plus, dans certaines éditions, l'italique imprimée minuscule suit le tracé des lettres cursives (ce qui, typographiquement, montre la différence entre des obliques et des italiques). Certaines cursives ne sont cependant pas identiques selon qu'elles sont manuscrites ou imprimées (ces lettres sont repérées par la couleur bleue) :
Légende
Rangée 1 : caractères d'imprimerie en romaine ; rangée 2 : caractères d'imprimerie en italique ; rangée 3 : caractères manuscrits cursifs.

#### Serbe et macédonien
Enfin, en serbe et en macédonien, les italiques cursives des minuscules бгдпт ont encore un autre œil, parfois plus proche encore de la graphie manuscrite : 

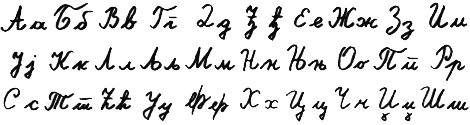
Graphie serbe. La dernière lettre, ш minuscule, peut être marquée d'un trait souscrit.

## Codage informatique
De nombreux codages ont été inventés pour gérer l'alphabet cyrillique.

### Unicode
En Unicode 9.0, les différentes variantes de l'alphabet cyrillique sont représentées par quatre blocs :
- U+0400 – U+04FF : cyrillique
- U+0500 – U+052F : cyrillique – supplément
- U+1C80 – U+1C8F : cyrillique étendu – C
- U+A640 – U+A69F : cyrillique étendu – B

Les caractères de la plage U+0400–U+045F sont simplement une transposition de la table ISO/CEI 8859-5. La plage U+0460-U+0489 correspond aux caractères historiques. La U+048A-U+052F contient les caractères spécifiques aux différentes langues se basant sur l'alphabet cyrillique.
L'Unicode n'inclut globalement pas les caractères cyrilliques accentués, à quelques exceptions près :
- les combinaisons considérées comme des lettres à part entière des alphabets : Й, Ў, Ё, Ї, Ѓ, Ќ ;
- les deux combinaisons requises pour différencier les homonymes en bulgare et en macédonien : Ѐ, Ѝ ;
- quelques combinaisons de slavon d'église : Ѷ, Ѿ, Ѽ.

Cependant s'y ajoutent trois blocs génériques (communs à diverses écritures) pour les signes diacritiques avec ou sans chasse pour compléter le jeu de caractères :
- U+02B0 – U+02FF : lettres modificatives à chasse (essentiellement destiné aux notations phonétiques)
- U+0300 – U+03FF : diacritiques (caractères sans chasse, qui se combinent à une lettre de base après laquelle ils peuvent être codés)
- U+1DC0 – U+1DFF : diacritiques additionnels
- U+2DE0 – U+2DFF : cyrillique étendu – A

L'Unicode 5.1, publié le 4 avril 2008, introduit des changements majeurs, parmi lesquelles l'ajout des blocs cyrillique étendu – A et cyrillique étendu – B, et l'amélioration du support du cyrillique ancien, de l'abkhaze, de l'aléoute, du tchouvache, du kurde, et des langues mordves.
Quelques autres langues comme le slavon d'église ont vu leur prise en charge complétée dans Unicode 9.0 avec le bloc cyrillique étendu – C.
| en fr  | 0 | 1 | 2 | 3 | 4 | 5 | 6 | 7 | 8 | 9 | A | B | C | D | E | F |
| ------ | - | - | - | - | - | - | - | - | - | - | - | - | - | - | - | - |
| U+02B0 | ʰ | ʱ | ʲ | ʳ | ʴ | ʵ | ʶ | ʷ | ʸ | ʹ | ʺ | ʻ | ʼ | ʽ | ʾ | ʿ |
| U+02C0 | ˀ | ˁ | ˂ | ˃ | ˄ | ˅ | ˆ | ˇ | ˈ | ˉ | ˊ | ˋ | ˌ | ˍ | ˎ | ˏ |
| U+02D0 | ː | ˑ | ˒ | ˓ | ˔ | ˕ | ˖ | ˗ | ˘ | ˙ | ˚ | ˛ | ˜ | ˝ | ˞ | ˟ |
| U+02E0 | ˠ | ˡ | ˢ | ˣ | ˤ | ˥ | ˦ | ˧ | ˨ | ˩ | ˪ | ˫ | ˬ | ˭ | ˮ | ˯ |
| U+02F0 | ˰ | ˱ | ˲ | ˳ | ˴ | ˵ | ˶ | ˷ | ˸ | ˹ | ˺ | ˻ | ˼ | ˽ | ˾ | ˿ |

| en fr  | 0  | 1  | 2  | 3 | 4 | 5 | 6 | 7 | 8 | 9 | A | B | C  | D  | E  | F   |
| ------ | -- | -- | -- | - | - | - | - | - | - | - | - | - | -- | -- | -- | --- |
| U+0300 | ò  | ó  | ô  | õ | ō | o̅ | ŏ | ȯ | ö | ỏ | o̊ | ő | ǒ  | o̍  | o̎  | ȍ   |
| U+0310 | o̐  | ȏ  | o̒  | o̓ | o̔ | o̕ | o̖ | o̗ | o̘ | o̙ | o̚ | ơ | o̜  | o̝  | o̞  | o̟   |
| U+0320 | o̠  | c̡  | c̢  | ọ | o̤ | o̥ | c̦ | ç | ǫ | o̩ | o̪ | o̫ | o̬  | o̭  | o̮  | o̯   |
| U+0330 | o̰  | o̱  | o̲  | o̳ | o̴ | o̵ | o̶ | o̷ | o̸ | o̹ | o̺ | o̻ | o̼  | o̽  | o̾  | o̿   |
| U+0340 | ò  | ó  | o͂  | o̓ | ö́ | oͅ | o͆ | o͇ | o͈ | o͉ | o͊ | o͋ | o͌  | o͍  | o͎  | CGJ |
| U+0350 | o͐  | o͑  | o͒  | o͓ | o͔ | o͕ | o͖ | o͗ | o͘ | o͙ | o͚ | o͛ | o͜o | o͝o | o͞o | o͟o  |
| U+0360 | o͠o | o͡o | o͢o | oͣ | oͤ | oͥ | oͦ | oͧ | oͨ | oͩ | oͪ | oͫ | oͬ  | oͭ  | oͮ  | oͯ   |

| en fr  | 0 | 1 | 2 | 3 | 4 | 5 | 6 | 7 | 8 | 9 | A | B | C | D | E | F |
| ------ | - | - | - | - | - | - | - | - | - | - | - | - | - | - | - | - |
| U+0400 | Ѐ | Ё | Ђ | Ѓ | Є | Ѕ | І | Ї | Ј | Љ | Њ | Ћ | Ќ | Ѝ | Ў | Џ |
| U+0410 | А | Б | В | Г | Д | Е | Ж | З | И | Й | К | Л | М | Н | О | П |
| U+0420 | Р | С | Т | У | Ф | Х | Ц | Ч | Ш | Щ | Ъ | Ы | Ь | Э | Ю | Я |
| U+0430 | а | б | в | г | д | е | ж | з | и | й | к | л | м | н | о | п |
| U+0440 | р | с | т | у | ф | х | ц | ч | ш | щ | ъ | ы | ь | э | ю | я |
| U+0450 | ѐ | ё | ђ | ѓ | є | ѕ | і | ї | ј | љ | њ | ћ | ќ | ѝ | ў | џ |
| U+0460 | Ѡ | ѡ | Ѣ | ѣ | Ѥ | ѥ | Ѧ | ѧ | Ѩ | ѩ | Ѫ | ѫ | Ѭ | ѭ | Ѯ | ѯ |
| U+0470 | Ѱ | ѱ | Ѳ | ѳ | Ѵ | ѵ | Ѷ | ѷ | Ѹ | ѹ | Ѻ | ѻ | Ѽ | ѽ | Ѿ | ѿ |
| U+0480 | Ҁ | ҁ | ҂ | о҃ | о҄ | о҅ | о҆ | о҇ | о҈ | о҉ | Ҋ | ҋ | Ҍ | ҍ | Ҏ | ҏ |
| U+0490 | Ґ | ґ | Ғ | ғ | Ҕ | ҕ | Җ | җ | Ҙ | ҙ | Қ | қ | Ҝ | ҝ | Ҟ | ҟ |
| U+04A0 | Ҡ | ҡ | Ң | ң | Ҥ | ҥ | Ҧ | ҧ | Ҩ | ҩ | Ҫ | ҫ | Ҭ | ҭ | Ү | ү |
| U+04B0 | Ұ | ұ | Ҳ | ҳ | Ҵ | ҵ | Ҷ | ҷ | Ҹ | ҹ | Һ | һ | Ҽ | ҽ | Ҿ | ҿ |
| U+04C0 | Ӏ | Ӂ | ӂ | Ӄ | ӄ | Ӆ | ӆ | Ӈ | ӈ | Ӊ | ӊ | Ӌ | ӌ | Ӎ | ӎ | ӏ |
| U+04D0 | Ӑ | ӑ | Ӓ | ӓ | Ӕ | ӕ | Ӗ | ӗ | Ә | ә | Ӛ | ӛ | Ӝ | ӝ | Ӟ | ӟ |
| U+04E0 | Ӡ | ӡ | Ӣ | ӣ | Ӥ | ӥ | Ӧ | ӧ | Ө | ө | Ӫ | ӫ | Ӭ | ӭ | Ӯ | ӯ |
| U+04F0 | Ӱ | ӱ | Ӳ | ӳ | Ӵ | ӵ | Ӷ | ӷ | Ӹ | ӹ | Ӻ | ӻ | Ӽ | ӽ | Ӿ | ӿ |

| en fr  | 0 | 1 | 2 | 3 | 4 | 5 | 6 | 7 | 8 | 9 | A | B | C | D | E | F |
| U+0500 | Ԁ | ԁ | Ԃ | ԃ | Ԅ | ԅ | Ԇ | ԇ | Ԉ | ԉ | Ԋ | ԋ | Ԍ | ԍ | Ԏ | ԏ |
| U+0510 | Ԑ | ԑ | Ԓ | ԓ | Ԕ | ԕ | Ԗ | ԗ | Ԙ | ԙ | Ԛ | ԛ | Ԝ | ԝ | Ԟ | ԟ |
| U+0520 | Ԡ | ԡ | Ԣ | ԣ | Ԥ | ԥ | Ԧ | ԧ | Ԩ | ԩ | Ԫ | ԫ | Ԭ | ԭ | Ԯ | ԯ |
| ------ | - | - | - | - | - | - | - | - | - | - | - | - | - | - | - | - |

| en fr  | 0 | 1 | 2 | 3 | 4 | 5 | 6 | 7 | 8 | 9 | A | B | C | D | E | F |
| ------ | - | - | - | - | - | - | - | - | - | - | - | - | - | - | - | - |
| U+1C80 | ᲀ | ᲁ | ᲂ | ᲃ | ᲄ | ᲅ | ᲆ | ᲇ | ᲈ |   |   |   |   |   |   |   |

| en fr  | 0 | 1 | 2 | 3 | 4 | 5 | 6 | 7 | 8 | 9 | A | B | C  | D  | E | F |
| ------ | - | - | - | - | - | - | - | - | - | - | - | - | -- | -- | - | - |
| U+1DC0 | o᷀ | o᷁ | o᷂ | o᷃ | o᷄ | o᷅ | o᷆ | o᷇ | o᷈ | o᷉ | o᷊ | o᷋ | o᷌  | o᷍o | o᷎ | o᷏ |
| U+1DD0 | o᷐ | o᷑ | o᷒ | oᷓ | oᷔ | oᷕ | oᷖ | oᷗ | oᷘ | oᷙ | oᷚ | oᷛ | oᷜ  | oᷝ  | oᷞ | oᷟ |
| U+1DE0 | oᷠ | oᷡ | oᷢ | oᷣ | oᷤ | oᷥ | oᷦ | oᷧ | oᷨ | oᷩ | oᷪ | oᷫ | oᷬ  | oᷭ  | oᷮ | oᷯ |
| U+1DF0 | oᷰ | oᷱ | oᷲ | oᷳ | oᷴ | o᷵ | o᷶ | o᷷ | o᷸ | o᷹ | o᷺ | o᷻ | o᷼o | o᷽  | o᷾ | o᷿ |

| en fr  | 0 | 1 | 2 | 3 | 4 | 5 | 6 | 7 | 8 | 9 | A | B | C | D | E | F |
| ------ | - | - | - | - | - | - | - | - | - | - | - | - | - | - | - | - |
| U+2DE0 | оⷠ | оⷡ | оⷢ | оⷣ | оⷤ | оⷥ | оⷦ | оⷧ | оⷨ | оⷩ | оⷪ | оⷫ | оⷬ | оⷭ | оⷮ | оⷯ |
| U+2DF0 | оⷰ | оⷱ | оⷲ | оⷳ | оⷴ | оⷵ | оⷶ | оⷷ | оⷸ | оⷹ | оⷺ | оⷻ | оⷼ | оⷽ | оⷾ | оⷿ |

| en fr  | 0 | 1 | 2 | 3 | 4 | 5 | 6 | 7 | 8 | 9 | A | B | C | D | E | F |
| ------ | - | - | - | - | - | - | - | - | - | - | - | - | - | - | - | - |
| U+A640 | Ꙁ | ꙁ | Ꙃ | ꙃ | Ꙅ | ꙅ | Ꙇ | ꙇ | Ꙉ | ꙉ | Ꙋ | ꙋ | Ꙍ | ꙍ | Ꙏ | ꙏ |
| U+A650 | Ꙑ | ꙑ | Ꙓ | ꙓ | Ꙕ | ꙕ | Ꙗ | ꙗ | Ꙙ | ꙙ | Ꙛ | ꙛ | Ꙝ | ꙝ | Ꙟ | ꙟ |
| U+A660 | Ꙡ | ꙡ | Ꙣ | ꙣ | Ꙥ | ꙥ | Ꙧ | ꙧ | Ꙩ | ꙩ | Ꙫ | ꙫ | Ꙭ | ꙭ | ꙮ | о꙯ |
| U+A670 | о꙰ | о꙰ | о꙰ | ꙳ | оꙴ | оꙵ | оꙶ | оꙷ | оꙸ | оꙹ | оꙺ | оꙻ | о꙼ | о꙽ | ꙾ | ꙿ |
| U+A680 | Ꚁ | ꚁ | Ꚃ | ꚃ | Ꚅ | ꚅ | Ꚇ | ꚇ | Ꚉ | ꚉ | Ꚋ | ꚋ | Ꚍ | ꚍ | Ꚏ | ꚏ |
| U+A690 | Ꚑ | ꚑ | Ꚓ | ꚓ | Ꚕ | ꚕ | Ꚗ | ꚗ | Ꚙ | ꚙ | Ꚛ | ꚛ | ꚜ | ꚝ | оꚞ | оꚟ |

#### Cursives en Unicode
Les cursives imprimées ne sont pas distinguées des non-cursives en Unicode, elles sont donc dans les systèmes informatiques distinguées par la famille de polices utilisée.
Par exemple le style (au sens des feuilles de style en cascade et du HTML) permettant de les afficher peut être :
style="font-family:FreeSerif,Georgia,'Times New Roman','Nimbus Roman No9 L','Century Schoolbook L','Trebuchet MS','URW Bookman L','URW Chancery L','URW Palladio L',Teams,serif"
Ceci donne sur la table des caractères cyrilliques, présentée ici en style droit (dit roman) et italique (dit cursif) :
| а | б | в | г | д | е | ё | ж | з | и | й | к | л | м | н | о | п | р | с | т | у | ф | х | ц | ч | ш | щ | ъ | ы | ь | э | ю | я |
| а | б | в | г | д | е | ё | ж | з | и | й | к | л | м | н | о | п | р | с | т | у | ф | х | ц | ч | ш | щ | ъ | ы | ь | э | ю | я |

### Codes d'écriture
- Code ISO 15924 : Cyrl
- Code ISO 15924 : Cyrs (ancienne variante slavonique)